# بیوره (ترکیب شیمیایی)

بیوره یا بی‌اوره یک ترکیب شیمیایی با فرمول شیمیایی NH[HN2C(O)]2 است. به صورت کلی اصطلاح بیوره به خانواده‌ای از ترکیبات آلی گفته می‌شود که دارای حداقل یک واحد ساختاری از نوع 2(HN-CO)-N باشند. برهمین اساس، ترکیب دی‌متیل بیوره به صورت NH[MeNC(O)]2 می‌باشد. بیوره، که بعضاً کاربامیل اوره نیز نامیده می‌شود، می‌تواند از واکنش تراکمی دو مول اوره حاصل شود. بیوره یک ناخالصی نامطلوب در کودهای حاوی اوره محسوب می‌شود.

## سنتز
ترکیب بیوره بدون استخلاف و پایه را می‌توان با کمک گرم کردن اوره در دمایی بالاتر از نقطه ذوب خود، تهیه کرد. در حین انجام فرایند و تشکیل محصول بیوره، گاز آمونیاک به عنوان محصول جانبی از محیط خارج می‌شود.
2CO(NH2)2 → H2N-CO-NH-CO-NH2 + NH3